# Черемушки (Кропивницький)
Черемушки — один з найбільш заселених мікрорайонів міста Кропивницький, що належить до Фортечного району і розташований у західній частині міста. Район названий за аналогію до схожого московського району.

## Розташування
На півдні межує з дендропарком, а на сході та півночі виділяється системою ярів, що вимальовуються на просторах міських ландшафтів.

## Опис
Основна частина забудови Черемушки є баготоповерховою і належить до 1960-х — 70-х років.
В межах мікрорайону розміщені Кропивницька загальноосвітня школа I—III ступенів № 13.